# Шоу Трумана
«Шо́у Тру́мана» (англ. The Truman Show) — американская сатирическая психологическая трагикомедия 1998 года режиссёра Питера Уира по сценарию Эндрю Никкола. Продюсерами выступили Скотт Рудин, Эдвард Фельдман, Адам Шрёдер и сам Никкол. Фильм повествует о Трумане Бёрбанке, который живёт обычной жизнью, не подозревая, что всё происходящее вокруг него является круглосуточным реалити-шоу с нанятыми актёрами. Главную роль исполнил Джим Керри, второстепенные — Лора Линни, Эд Харрис, Ноа Эммерих, Наташа Макэлхон, Холланд Тейлор, Пол Джаматти и Брайан Делейт.
Ранний сценарий Никкола представлял собой научно-фантастический триллер, действие которого происходило в Нью-Йорке. Впоследствии сценарий был выкуплен Скоттом Рудином для компании Paramount Pictures. Режиссёром должен был стать Брайан Де Пальма, которого затем заменили Питером Уиром, что позволило впоследствии уменьшить бюджет фильма до 60 млн долларов вместо первоначальных 80. Никкол также переписал сценарий, пока съёмочная команда ожидала присоединения Керри к фильму из-за занятости актёра в других проектах. Бо́льшая часть съемок проходила в спроектированном посёлке Сисайд, расположенном в районе Панхандл штата Флорида.
Мировая премьера фильма состоялась 1 июня 1998 года в Лос-Анджелесе, а 5 июня он был выпущен в прокат в Северной Америке. Российская премьера состоялась 5 ноября 1998 года. Фильм имел финансовый успех и получил широкое признание критиков. Он был удостоен множества наград, в том числе премий «Золотой глобус», BAFTA и «Сатурн», а также трёх номинаций на «Оскар». 
«Шоу Трумана» неоднократно анализировалось как исследование симулированной реальности, экзистенциализма, негласного наблюдения, религии, метафилософии, неприкосновенности частной жизни и реалити-шоу. В фильме отмечалось смешение жанров, включающее элементы антиутопической фантастики, метапрозы, психологической драмы, романтической комедии, сатиры и социальной фантастики.

## Сюжет
Труман Бёрбанк — житель города Сихэвэн (Seahaven, дословно – «Морская гавань»), работающий страховым агентом и живущий обычной жизнью. Однако он не знает, что за каждым его движением наблюдают многочисленные скрытые камеры, а его жизнь круглосуточно передаётся в прямом эфире по всему миру. Сихэвэн, родина Трумана, на самом деле является искусно выполненными декорациями, а всё население — нанятые актёры. Кристоф, исполнительный продюсер «Шоу Трумана», со своей командой может даже изменять погоду в городе с помощью технологий под огромным куполом киностудии.
С возрастом Труман начинает интересоваться путешествиями: так, на уроке в школе он говорит, что мечтает стать мореплавателем, подобно Магеллану. Так как герой, очевидно, не должен покидать остров, но при этом искусственно ограничить его невозможно, Кристоф придумывает сюжетный ход, в котором «отец» Трумана якобы тонет на глазах у сына. С тех пор Труман панически боится воды и не рискует не только садиться в прогулочный катер, но даже ходить или ездить по мосту. Страху способствуют фильмы и специальные выпуски «новостей», сообщающих об опасностях путешествий и преимуществах пребывания дома.
Вскоре планы Кристофа рушатся, и вместо того, чтобы влюбиться в назначенную для него сюжетом шоу «жену» — Мэрил, Труман испытывает чувства к одной из статисток Лорен. Симпатия оказывается взаимной, но девушка, зная, что продюсеры шоу не могут допустить их взаимоотношений, делает несколько намёков на то, что мир Трумана — иллюзия. В тот же день Лорен убирают из проекта: на первом свидании пары в секретном месте, назначенном Труманом, появляется «отец» девушки и начинает обвинять её в шизофрении. Однако Лорен успевает Труману назвать своё настоящее имя — Сильвия, а также рассказать ему правду. Тем не менее, Труман мечтает о жизни с Сильвией и о поездке на Фиджи, куда она якобы переехала. За пределами шоу Сильвия начинает кампанию в поддержку свободы Трумана.
На тридцатый год показа «Шоу Трумана» его главный персонаж начинает много размышлять о своей жизни, вспоминать несостыковки и понимать, что мир вращается, в целом, вокруг его персоны. Труман замечает необычные явления: упавший с неба студийный прожектор «Сириус», льющийся только на него дождь и точно описывающий его действия радиоканал. Подозрения Трумана усиливаются после появления его «отца», одетого бродягой. Труман начинает расспрашивать «мать», но та отвечает, что часто испытывает чувство ностальгии по мужу и он ей везде мерещится. Просматривая альбом с фотографиями, Труман видит, что на одной из них Мэрил держит пальцы скрещенными (жест, «отгоняющий» обман). Труман понимает, что его обманывают, и решает бежать из Сихэвэна.
Сначала Труман хочет попрощаться с «женой», но в клинике, где Мэрил якобы работает, ему сообщают, что она находится в операционной. Затем Труман наблюдает наспех поставленную специально для него сцену, когда врачи наигранно делают неподготовленному актёру-статисту серьёзную операцию, во время которой «пациент» вдруг пытается вскочить с кровати. Охрана клиники уводит Трумана, но его правота в сомнениях ещё больше подтверждается. Другие попытки побега Трумана также не удаются: билеты на самолёт до Фиджи оказываются раскуплены на месяц вперёд, а автобус ломается. Тогда Труман дожидается Мэрил, и, не предупреждая её, запирает в машине и обещает отвезти на Фиджи. По пути им попадаются неправдоподобные препятствия, последним из которых является «ядерная авария» на дороге. Полицейский, которого Труман не знает, обращается к нему по имени. Труман сбегает из машины, но его ловят в лесу.
Труман становится агрессивным, очередной разговор с «женой» превращается в ссору после того, как та посреди серьёзной беседы неожиданно начинает рекламировать сорт какао. Мэрил, испугавшись агрессии Трумана, не выдерживает и кричит в камеру, что больше не может так работать. Внезапно появляется Марлон, лучший «друг» Трумана, и уводит его. Мэрил удаляют из шоу. Тем временем в прямом эфире Сильвия звонит Кристофу и обвиняет его во лжи и лицемерии, на что он отвечает, что дал Труману всё, что может желать человек, и лишь в куполе герой будет в безопасности.
На следующий день Труман как будто возвращается к привычному образу жизни. Он погружается в повседневные дела и даже назначает на будущий день встречу насчёт страхования жизни. Всё это, однако, оказывается планом для усыпления бдительности следящих за ним. Ночью Кристоф отправляет Марлона в гости к герою, но тот обнаруживает, что Труман сбежал через импровизированный туннель в подвале, обманув съёмочную команду бельём в виде спящего тела и записью собственного храпа. Кристоф впервые в истории шоу приостанавливает показ трансляции, что приводит к её рекордному количеству просмотров.
Трумана ищут все актёры массовки, и Кристоф решает «включить» день раньше времени. После неудачных поисков Трумана на суше Кристоф понимает, что всё это время вне зоны наблюдения оставалась вода. Скоро Трумана находят в яхте, направляющейся к границе купола. Кристоф начинает отдавать указания по изменению погоды, надеясь, что шторм усилит эффект водобоязни и заставит героя вернуться домой. Увидев, что Трумана это не останавливает, Кристоф приказывает усилить шторм до уровня «опасный», чтобы перевернуть яхту. Труман начинает тонуть, и Кристоф даёт указание закончить шторм. Труман плывёт по спокойному течению, пока бушприт лодки не протыкает декорации, окрашенные в цвет неба. Бёрбанк понимает, что все его предположения были верными. Он пытается пробиться сквозь стену, затем видит проход вдоль купола и лестницу, ведущую к двери в стене. Труман открывает дверь, но Кристоф через громкую связь призывает героя остаться, утверждая, что во внешнем мире его ждут лишь лицемерие, ложь и двуличие. В ответ Труман картинно прощается с аудиторией и выходит из павильона. Телезрители ликуют, Сильвия спешит навстречу Труману. В финале показываются двое охранников парковки, обсуждающих, что бы ещё посмотреть по телевизору.

## В главных ролях
| Актёр           | Роль                            |
| --------------- | ------------------------------- |
| Джим Керри      | Труман Бёрбанк                  |
| Лора Линни      | Мэрил Бёрбанк/Ханна Джилл       |
| Эд Харрис       | Кристоф                         |
| Наташа Макэлхон | Лорен/Сильвия                   |
| Ноа Эммерих     | Марлон/Луи Колтрейн             |
| Холланд Тейлор  | Анжела Бёрбанк/Аланис Монтклейр |
| Брайан Делейт   | Кирк Бёрбанк/Уолтер Мур         |
| Пол Джаматти    | оператор Саймон                 |
| Питер Краузе    | шеф Трумана                     |

## Съёмочная группа
- Режиссёр: Питер Уир
- Сценарий: Эндрю Никкол
- Продюсеры: Эндрю Никкол, Адам Шродер, Эдвард С. Фелдмэн, Скотт Рудин
- Исполнительный продюсер: Линн Плешетт
- Оператор: Питер Бижу
- Художник: Деннис Гасснер
- Музыка: Филип Гласс, Буркхард фон Далльвиц, Фридерик Шопен, Войцех Киляр, The Big Six
- Монтаж: Уильям Андерсон, Ли Смит
- Костюмы: Мэрилин Мэттьюз

## Съёмки
Фильм снимался в плановом поселении Сисайд на побережье мексиканского залива в штате Флорида. В качестве дома главного героя был выбран дом Дона и Мэтта Гетц, местных сенатора и конгрессмена от штата Флорида.
Изначально планировалось, что режиссёром картины станет сценарист Эндрю Никкол. Однако из-за того, что он запросил слишком большой гонорар, руководство студии решило найти другого режиссёра. Среди кандидатов были Брайан де Пальма, Тим Бёртон, Терри Гиллиам, Барри Зонненфельд и Стивен Спилберг. 
Как сценарист, Никкол вкладывал в свой фильм философский смысл, лаконично выраженный ещё Шекспиром: «Весь мир — театр, а люди в нём — актёры».
Первым выбором продюсеров на центральные роли были Робин Уильямс и Деннис Хоппер, однако с приходом режиссера П. Уира тот полностью пересмотрел каст, сделав ставку на Джима Керри и Эда Харриса. Керри настолько обрадовался возможности отойти от роли комика и взять драматическое амплуа, что даже согласился снизить свой обычный гонорар с 20 до 12 млн долл.

## Награды и номинации

### Награды
- 1999 — две премии «Сатурн»: лучший фильм в жанре фэнтези и лучший сценарист (Эндрю Никкол)
- 1999 — три премии BAFTA: лучший оригинальный сценарий (Эндрю Никкол), работа художника (Деннис Гасснер), премия имени Дэвида Лина за режиссуру (Питер Уир)
- 1999 — награда Screen International Европейской киноакадемии (Питер Уир)
- 1999 — три премии «Золотой глобус»: лучший драматический актёр (Джим Керри), актёр второго плана (Эд Харрис) и оригинальная музыка (Буркхард фон Даллвитц, Филип Гласс)
- 1999 — премия «Хьюго» за лучшую постановку
- 1999 — премия MTV Movie Award за лучшую мужскую роль (Джим Керри)
- 1998 — премия Национального совета кинокритиков США лучшему актёру второго плана (Эд Харрис)

### Номинации
- 1999 — три номинации на премию «Оскар»: лучшая режиссура (Питер Уир), оригинальный сценарий (Эндрю Никкол) и мужская роль второго плана (Эд Харрис)
- 1999 — три номинации на премию «Сатурн»: лучший режиссёр (Питер Уир), актёр (Джим Керри) и актёр второго плана (Эд Харрис)
- 1999 — 4 номинации на премию BAFTA: лучший фильм, мужская роль второго плана (Эд Харрис), операторская работа (Питер Бижу) и спецэффекты
- 1999 — три номинации на премию «Золотой глобус»: лучшая драма, режиссёр (Питер Уир) и сценарий (Эндрю Никкол)
- 1999 — номинация на премию MTV Movie Award за лучший фильм